# Chrysler CD
Der Chrysler Serie CD war ein PKW der Oberklasse, den Chrysler in Detroit in den Modelljahren 1931 und 1932 herstellte. Es war der erste Achtzylinderwagen der Marke und wurde dem ebenfalls in diesem Jahr erstmals achtzylindrigen Imperial Serie CG zur Seite gestellt.

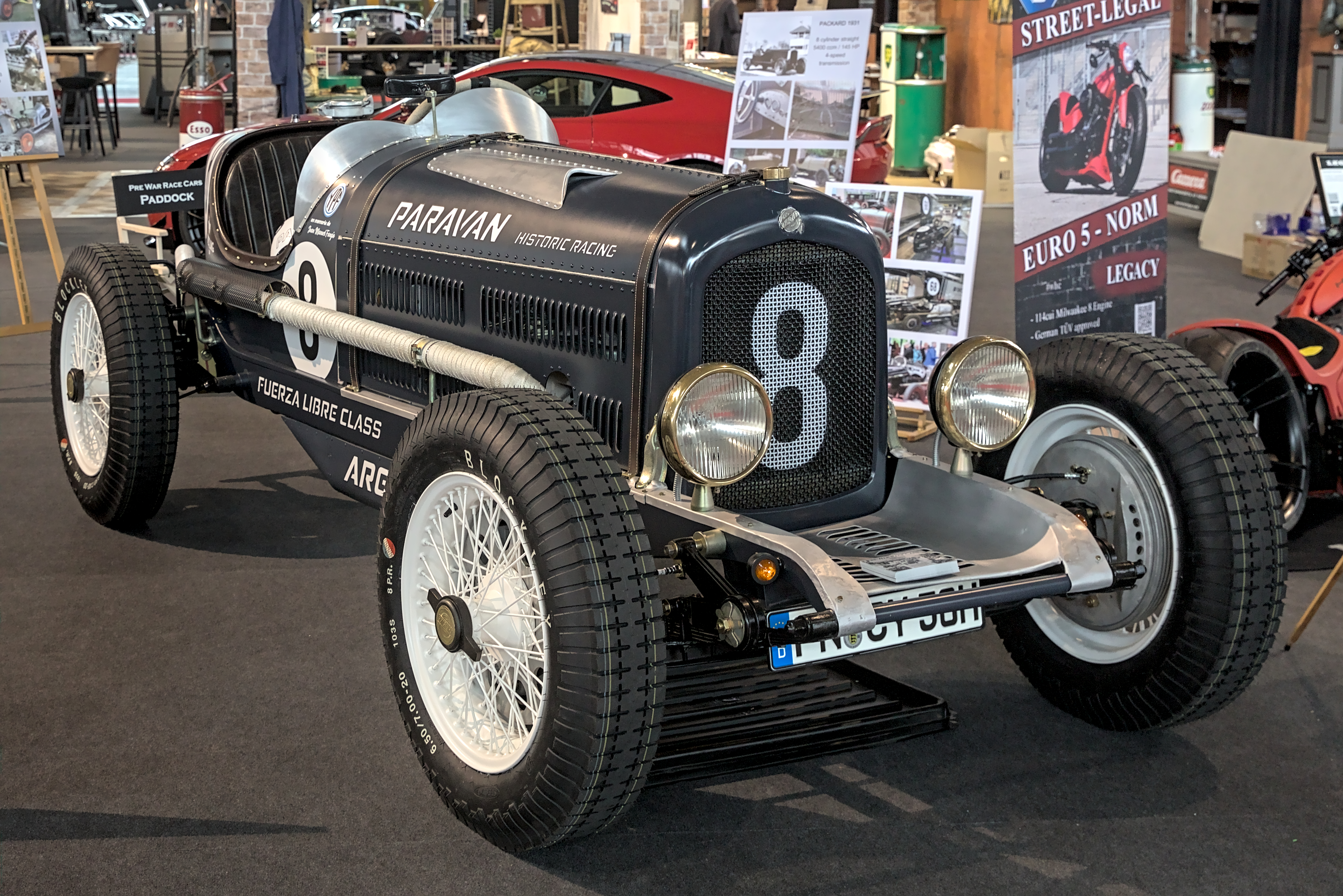
Chrysler 8 CD Roadster (1930)

Der Wagen besaß einen seitengesteuerten 8-Zylinder-Reihenmotor mit 3938 cm³ Hubraum, der 80 bhp (59 kW) Leistung abgab. Im Januar 1931 löste eine zweite Serie mit einem größeren Motor die seit Juli 1930 hergestellten Wagen ab. Dieser Motor hatte 4274 cm³ Hubraum und leistete 88 bhp (65 kW). Über eine Einscheiben-Trockenkupplung und ein Vierganggetriebe mit Mittelschaltung wurden die Hinterräder angetrieben. Serienmäßig waren alle vier Räder hydraulisch gebremst. Wie auch der Imperial war die Baureihe CD mit Speichenrädern ausgestattet. Die Karosserien besaßen einen nach hinten geneigten Kühlergrill in V-Form und waren vom Cord L-29 inspiriert.
Diese Modellreihe wurde auch noch im Modelljahr 1932 gebaut, das ja im Juli 1931 begann. Es entstanden insgesamt 14.355 Exemplare. Im Januar 1932 erschien als Nachfolger die Serie CP.

## Quelle
- Beverly R. Kimes, Henry A. Clark: Standard Catalog of American Cars 1805–1942. Krause Publications, Iola 1985, ISBN 0-87341-045-9.